# اولاف فورستر
اولاف فورستر (انگلیسی: Olaf Förster؛ زادهٔ ۲ نوامبر ۱۹۶۲) قایقران روئینگ اهل آلمان شرقی بود.
وی در مسابقات کشوری و بین‌المللی در مجموع برندهٔ ۳ مدال طلا، ۱ مدال نقره، ۳ مدال برنز شده‌است.